# 2014 en Pologne
Cette page recense tous les événements médiatiques important de l'année 2014 en Pologne.

## Titulaires
| Position                                      | Personne             | Parti Politique                                  | Notes                                 |
| --------------------------------------------- | -------------------- | ------------------------------------------------ | ------------------------------------- |
| Président de la république de Pologne         | Bronisław Komorowski | Independent (soutenu par Plate-forme civique)    |                                       |
| Président du Conseil des ministres de Pologne | Donald Tusk          | Plate-forme civique                              | Jusqu'au 22 Septembre 2014            |
| Président du Conseil des ministres de Pologne | Ewa Kopacz           | Plate-forme civique                              | À partir du 22 Septembre 2014         |
| Président de la Diète de Pologne              | Ewa Kopacz           | Civic Platform                                   | Jusqu'au 22 Septembre 2014            |
| Président de la Diète de Pologne              | Jerzy Wenderlich     | Alliance de la gauche démocratique               | 22 Septembre 2014 - 24 Septembre 2014 |
| Président de la Diète de Pologne              | Radosław Sikorski    | Plate-forme civique                              | À partie du 24 Septembre 2014         |
| Marshal of the Senate                         | Bogdan Borusewicz    | Independent (soutenu par le Plate-forme civique) |                                       |

### Élections
| Parti national                                           | parti européen         | Chef                   | Vote populaire  | Pourcentage   | Des places |
| -------------------------------------------------------- | ---------------------- | ---------------------- | --------------- | ------------- | ---------- |
| Plateforme civique                                       | PPE                    | Donald Tusk            | 2 271 215       | 32,13%        | 19 / 51    |
| Droit et justice                                         | REC                    | Jarosław Kaczyński     | 2 246 870       | 31,78%        | 19 / 51    |
| Alliance de la gauche démocratique – Syndicat du travail | PSE                    | Leszek Miller          | 667 319         | 9,44%         | 5 / 51     |
| Congrès de la Nouvelle Droite                            | Aucun                  | Janusz Korwin-Mikke    | 505 586         | 7,15%         | 4 / 51     |
| Parti populaire polonais                                 | PPE                    | Waldemar Pawlak        | 480 846         | 6,8%          | 4 / 51     |
| Autre                                                    | Varie                  | Varie                  | 897 488 (Total) | 12,7% (Total) | 0 / 51     |
| Total et participation                                   | Total et participation | Total et participation | 7 502 336       | 23,83%        | 51         |

## Événements

### Mai
- 25 mai
  - Élections du Parlement européen de 2014 en Pologne
  - Référendum de Cracovie de 2014

### Juin
- 14 juin - Début de l'affaire des écoutes polonaises (pl)

### Août
- 19 août – Lancement du deuxième satellite scientifique polonais, Heweliusz (satellite) (en).

### Septembre
- 15 septembre – Ewa Kopacz devient la deuxième femme Premier ministre de Pologne[1].

### Décembre
- 10 décembre – La Cour constitutionnelle annule l'interdiction de 2013 de l'abattage rituel des animaux[2].

## Décès
- 10 janvier : Zbigniew Messner, homme politique communiste (né en 1929)
- 25 mai : Wojciech Jaruzelski, ancien dirigeant communiste de Pologne (né en 1923)
- 22 juin : Grzegorz Knapp (en), pilote moto (né en 1979)
- 24 décembre : Krzysztof Krauze, réalisateur (né en 1953)
- 26 décembre : Stanisław Barańczak, poète (né en 1946)
- 30 décembre - Marian Jurczyk (en), militante de Solidarność (née en 1935)